# Hoplosternum
Hoplosternum ist eine Gattung aus der Familie der Panzer- und Schwielenwelse (Callichthyidae).

## Merkmale
Die in südamerikanischen Gewässern weit verbreiteten Arten der Gattung Hoplosternum weichen in ihrer äußeren Erscheinung stark von dem gewohnten Bild der Corydoras-Panzerwelse ab. Sie haben einen fast walzenartigen Körperbau und eine gerade und nur wenig eingeschnittene Schwanzflosse. Von den Angehörigen der nahe verwandten Gattung Callichthys unterscheiden sich die Hoplosterna-Arten durch eine feste Verbindung der Rücken-Knochenplatten und die Seitenplatten zwischen der Rückenflosse und der Fettflosse fest verbunden.
Die Angehörigen der Gattung Hoplosternum bauen anders als die meisten Vertreter der Panzer- und Schwielenwelse Schaumnester, in welche die Weibchen die befruchteten Eier ablegen.

## Systematik
Aus der Gattung Hoplosternum sind mindestens drei Arten bekannt:
- Gattung Hoplosternum Gill, 1858
  - Schwarzer Schwielenwels (Hoplosternum littorale (Hancock, 1828))
  - Hoplosternum magdalenae Eigenmann in Ellis, 1913
  - Hoplosternum punctatum Meek & Hildebrand, 1916

Der Magdalenen-Schwielenwels (ehemals Hoplosternum pectorale (Boulenger, 1895)) wird heute als Lepthoplosternum pectorale der Gattung Lepthoplosternum zugeschlagen und Hoplosternum thoracatum (Valenciennes in Cuvier and Valenciennes, 1840) wurde als Synonym zu Megalechis thoracata erkannt.